# Ciało szare
Ciało szare, ciało doskonale szare – ciało, które pochłania określoną współczynnikiem absorpcji część promieniowania padającego na to ciało bez względu na długość fali padającego promieniowania i temperaturę ciała.
Emisja ciała szarego określona jest wzorem:
{\displaystyle I(\nu )=\varepsilon {\frac {2h\nu ^{3}}{c^{2}}}{\frac {1}{\exp({\frac {h\nu }{kT}})-1}}=\varepsilon \cdot I_{b}(\nu ),}
gdzie:
{\displaystyle I(\nu )d\nu } – energia emitowana przypadająca na promieniowanie mieszczące się w zakresie częstotliwości od {\displaystyle \nu } do {\displaystyle \nu +d\nu } na jednostkę powierzchni w jednostce czasu na jednostkę kąta bryłowego,
{\displaystyle \varepsilon } – względna zdolność emisyjna ciała, współczynnik niezależny od częstotliwości, zależny od temperatury,
{\displaystyle I_{b}(\nu )d\nu } – energia emitowana przez ciało doskonale czarne,
{\displaystyle T} – temperatura bezwzględna ciała w kelwinach,
{\displaystyle c} – prędkość światła w próżni,
{\displaystyle k} – stała Boltzmanna.

## Wnioski
Maksimum funkcji intensywności promieniowania ciała szarego prawo przesunięć Wiena określa identyczny wzór jak dla ciała doskonale czarnego
{\displaystyle T\lambda _{max}=0{,}29\,\operatorname {cm\,K} =\operatorname {const} .}
Prawo Stefana-Boltzmanna dla ciała szarego przyjmuje postać:
{\displaystyle \Phi =\varepsilon \cdot \sigma T^{4},}
gdzie:
{\displaystyle \Phi } – strumień energii wypromieniowywany w kierunku prostopadłym do powierzchni ciała W/m²,
{\displaystyle \sigma } – stała Stefana-Boltzmanna.
W tym sensie ciało doskonale czarne jest szczególnym ciałem szarym o zdolności emisyjnej {\displaystyle \varepsilon =1.}
Ciało o zdolności emisyjnej równej {\displaystyle \varepsilon =0} może być ciałem doskonale białym, doskonale przezroczystym lub zwierciadlanym. To samo dotyczy zdolności absorpcyjnej.
Współczynnik pochłaniania wszystkich ciał rzeczywistych zależy od długości fali padającego promieniowania, jednak w ograniczonym zakresie długości fal, wiele ciał może być traktowanych jako ciała szare.